# Hrebinka (huyện)
Huyện Hrebinka (tiếng Ukraina: Гребінківський район, chuyển tự: Hrebinkas'kyi raion) là một huyện của tỉnh Poltava thuộc Ukraina. Huyện Hrebinka có diện tích 595 km², dân số theo điều tra dân số ngày 5 tháng 12 năm 2001 là 26257 người với mật độ 44 người/km2. Trung tâm huyện nằm ở Hrebinka.